# Château de Simiane-la-Rotonde
Le château de Simiane-la-Rotonde (ou château des Agoult) est un château qui domine le village de Simiane-la-Rotonde situé sur le plateau d'Albion, dans le département français des Alpes-de-Haute-Provence en région Provence-Alpes-Côte d'Azur.
Il n'en subsiste que le logis seigneurial et le donjon appelé rotonde, qui donne son nom au village. Ce donjon abrite une grand salle qui est une des réalisations les plus étonnantes de l'art roman provençal.

## Historique

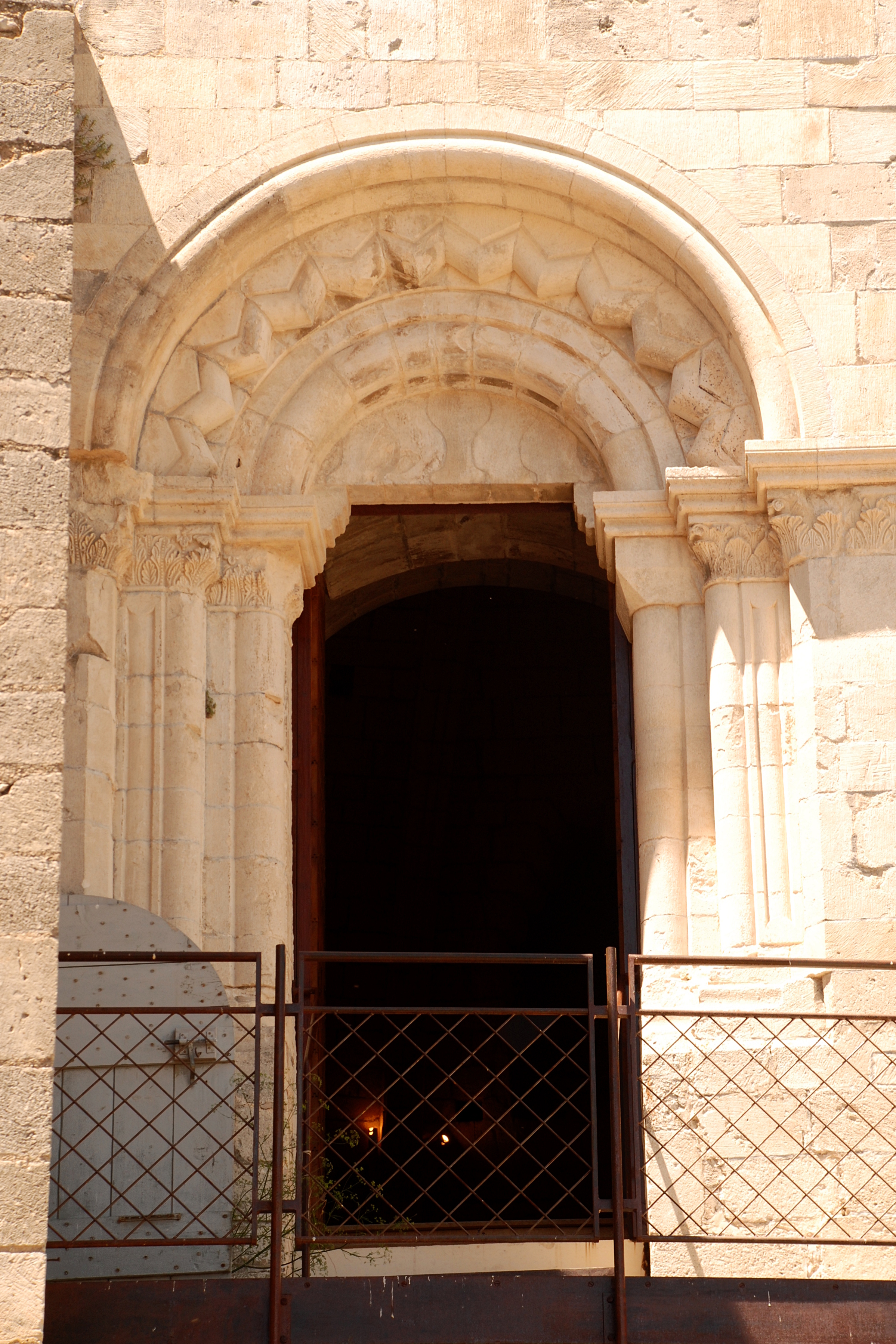
La porte romane.

La présence d'un castrum à cet endroit est attestée dès 1031 dans le Cartulaire de Saint-Victor de Marseille,.
Le donjon (qui abrite la rotonde dodécagonale) date de la fin du XIIe ou du début du XIIIe siècle tandis que le logis seigneurial date des XIIIe et XIVe siècles. La construction de la rotonde peut être située entre 1190 et 1210,.
L'hypothèse la plus répandue est celle de la chapelle castrale, construite sur une crypte abritant le tombeau de Raimbaud d’Agoult, qui participa à la première croisade et mourut en 1113. Guy Barruol reprend l'hypothèse avancée par le baron de Mévolhon en 1813 et Henri Revoil et l’interprète comme étant un donjon avec un soubassement rudimentaire presque aveugle au rez-de-cour, une salle noble au premier étage, salle d'apparat et de réception à l'architecture savante et décorée de sculptures, mais dont il manque le plancher qui était supporté par un arc diaphragme détruit au XVIIIe siècle et des poutres et la plateforme au sommet couronnée par une petite tourelle hexagonale et à laquelle on accédait par une porte et un escalier dérobé situé au-dessus de la voûte de l'étage noble,.
L'endroit est laissé à l'abandon à partir du XVIe siècle. Au XVIIIe siècle, une partie du château s'écroule. Le dernier propriétaire et dernier descendant de la famille d'Agoult, Gabriel Louis François de Neufville de Villeroy est guillotiné en 1794 et ses biens sont confisqués par le district de Forcalquier. Le château revient ensuite à la famille sous Napoléon et est vendu en 1803 à Jean-François Claude Magnan puis à Valentin Xavier Bonot, menuisier à Simiane, qui cède la rotonde au département.
La rotonde profite bientôt d'un intérêt renouvelé, notamment à l'instigation de Prosper Mérimée qui visite le site en 1852. Elle fait enfin l'objet d'un classement au titre des monuments historiques par la liste de 1862, le restant du château étant classé par arrêté du 26 juin 2000 pour son logis seigneurial, l'enceinte castrale, le sol de la cour, la citerne et le puits, les murs de clôture et ceux de soutènement, ainsi que les portes et autres vestiges. Entre-temps, le château dans son ensemble fait l'objet d'une inscription au titre des monuments historiques par arrêté du 18 mars 1998.
La façade principale fut restaurée en 1875 par l'architecte Henri Révoil. D’importants travaux portant sur l’étanchéité et l’appareillage ont été réalisés en 1979-1980. Le site est ouvert à la visite le 13 juillet 1986 et accueille depuis visiteurs, expositions et événements.
La rotonde a été considérée un temps comme une lanterne des morts mais cette théorie a été abandonnée.

## Description

### Architecture extérieure
La rotonde présente extérieurement deux parties très contrastées. La partie orientée vers l'extérieur du château (nord-ouest) est édifiée en moellon tandis que la partie donnant sur la cour intérieure (sud-est) est édifiée en moellon dans sa partie inférieure et en pierre de taille de belle facture assemblée en grand appareil dans sa partie supérieure.
La partie édifiée en pierre de taille est polygonale et présente, à l'étage, une grande baie ogivale aveugle et une belle porte romane encadrée de colonnes surmontées de chapiteaux sculptés ornés de feuillage supportant une archivolte à voussures multiples ornées soit d'un arc torique (boudin) soit d'un motif de bâtons brisés.

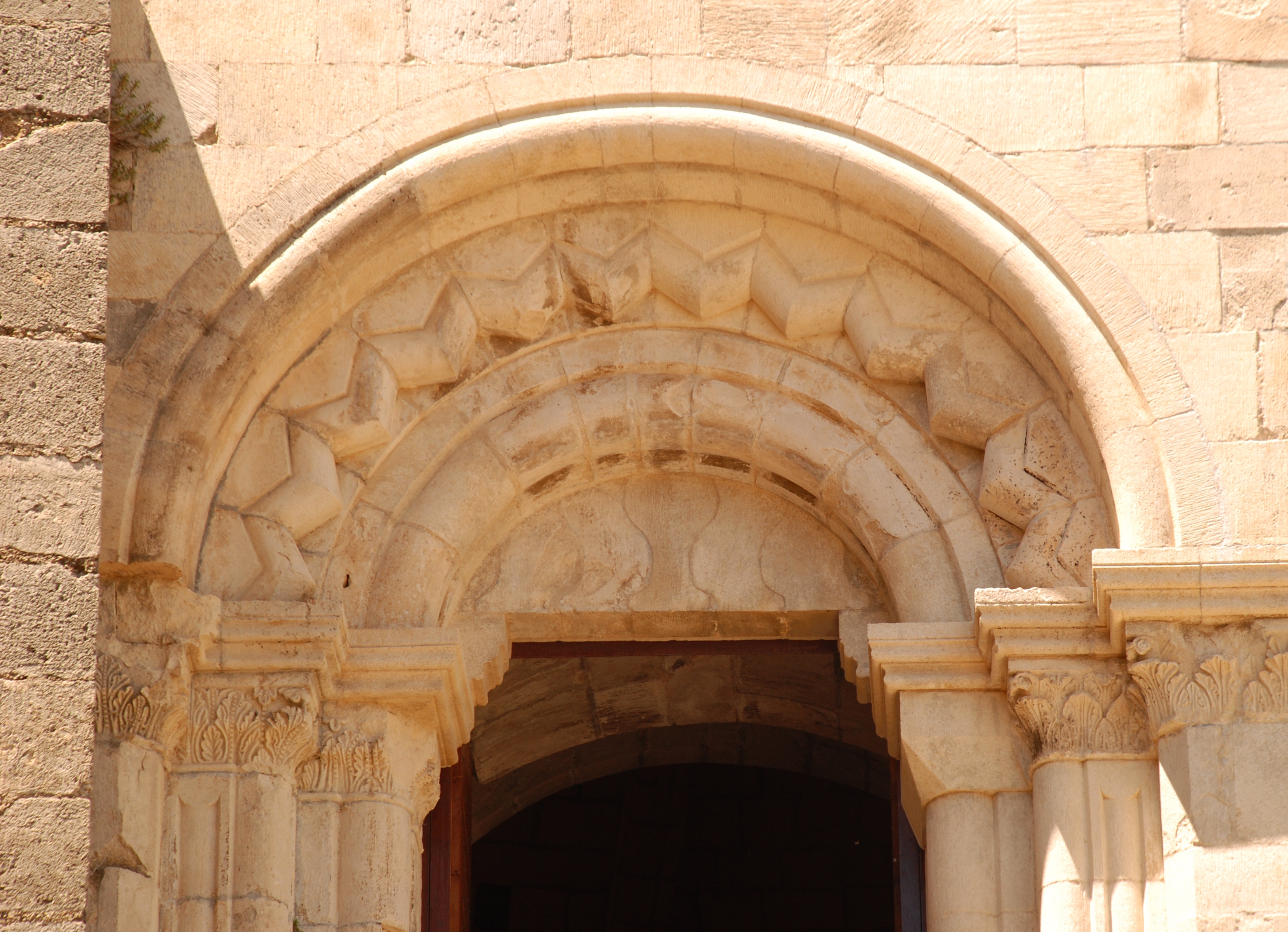
L'archivolte de la porte romane.

### Architecture intérieure

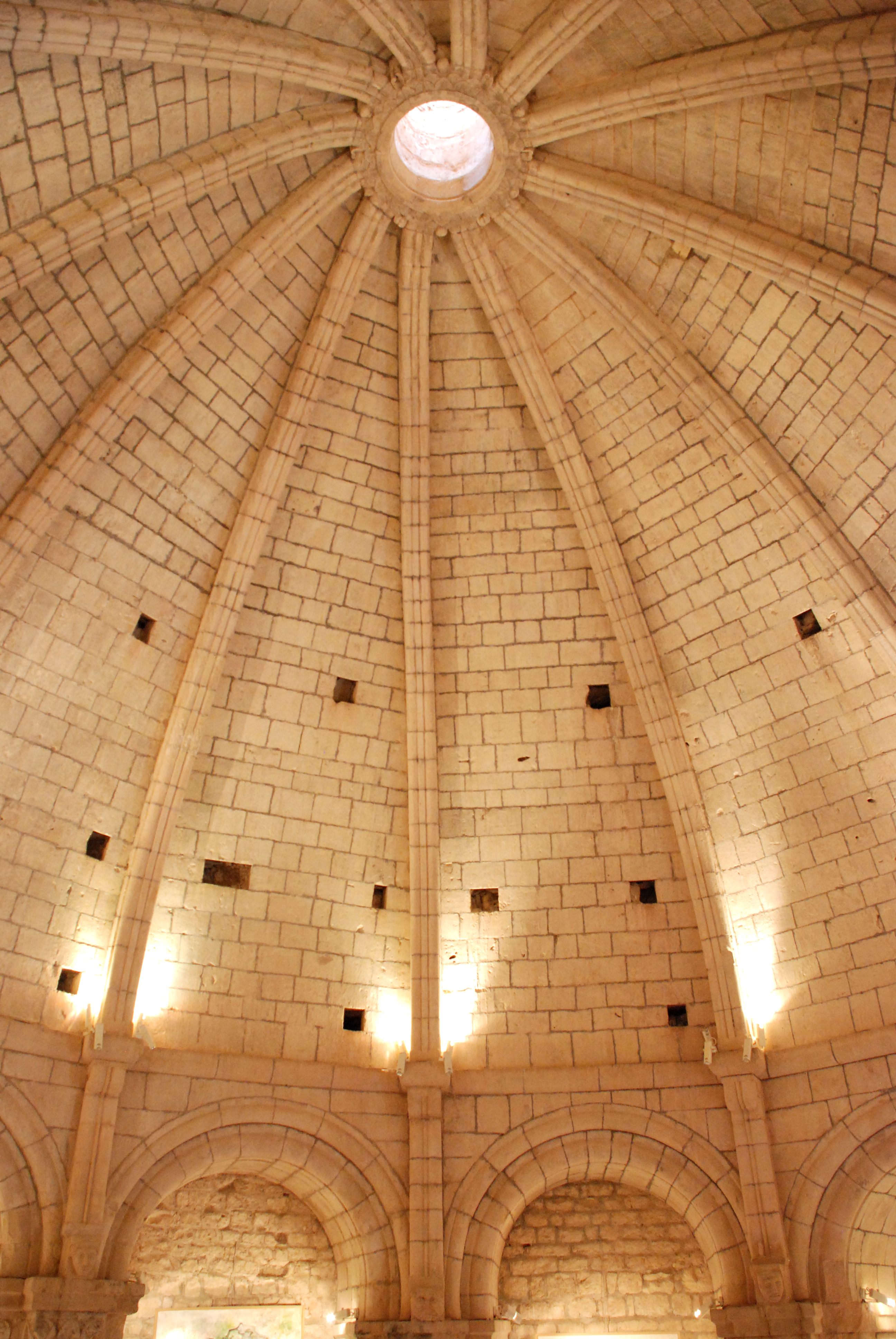
La voûte.

Cette porte romane donne accès à une grande salle ronde de style roman qui constituait probablement une salle d'apparat et de réception.
Cette salle est surmontée d'une impressionnante coupole dont les nervures de pierre convergent en un mouvement légèrement hélicoïdal vers un grand oculus zénithal.
La salle ronde est entourée de douze niches séparées par des groupes de trois colonnes engagées, une forte encadrée de deux faibles. Le niveau inférieur servait de cellier.

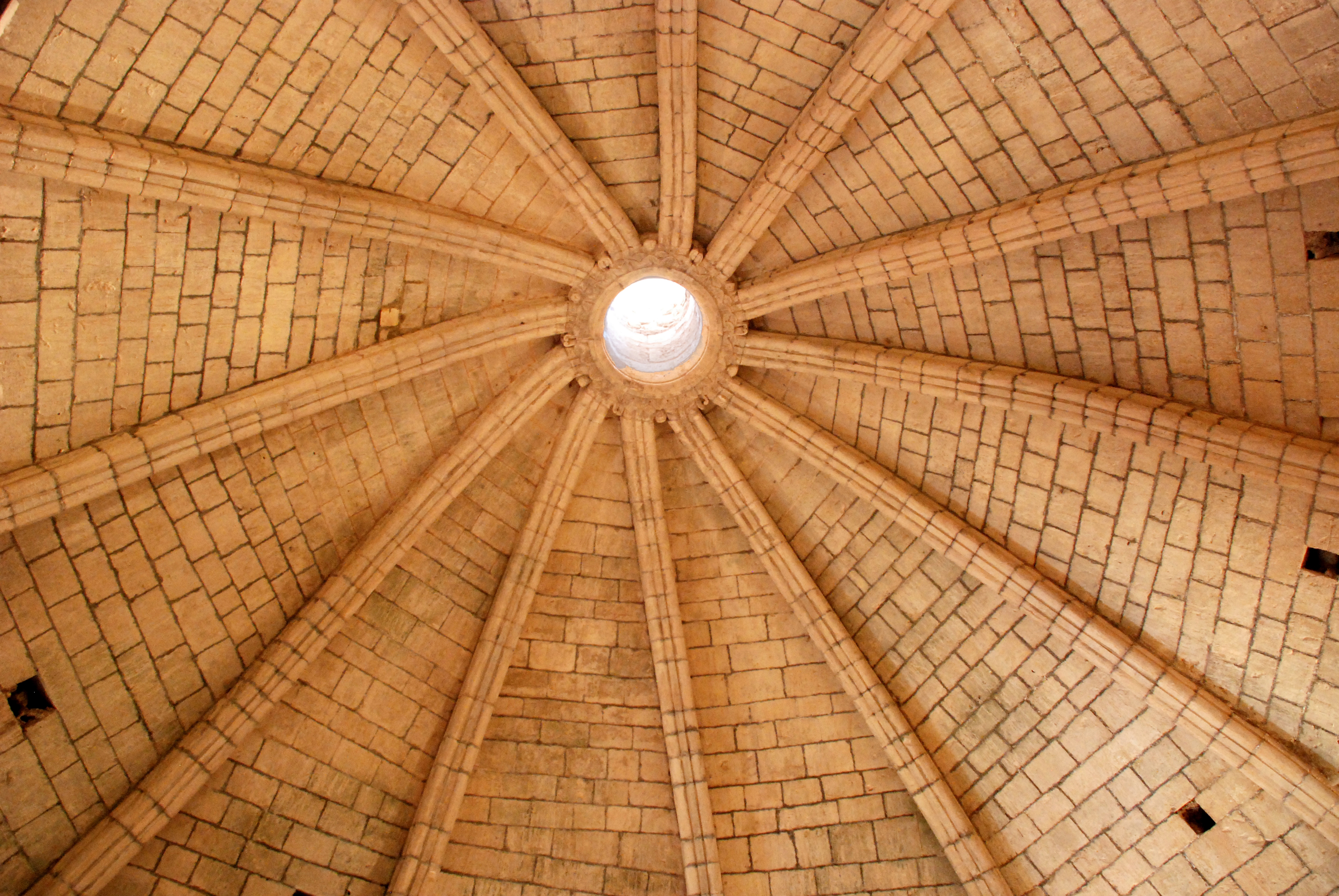
Les nervures de pierre convergeant vers l'oculus de la voûte.
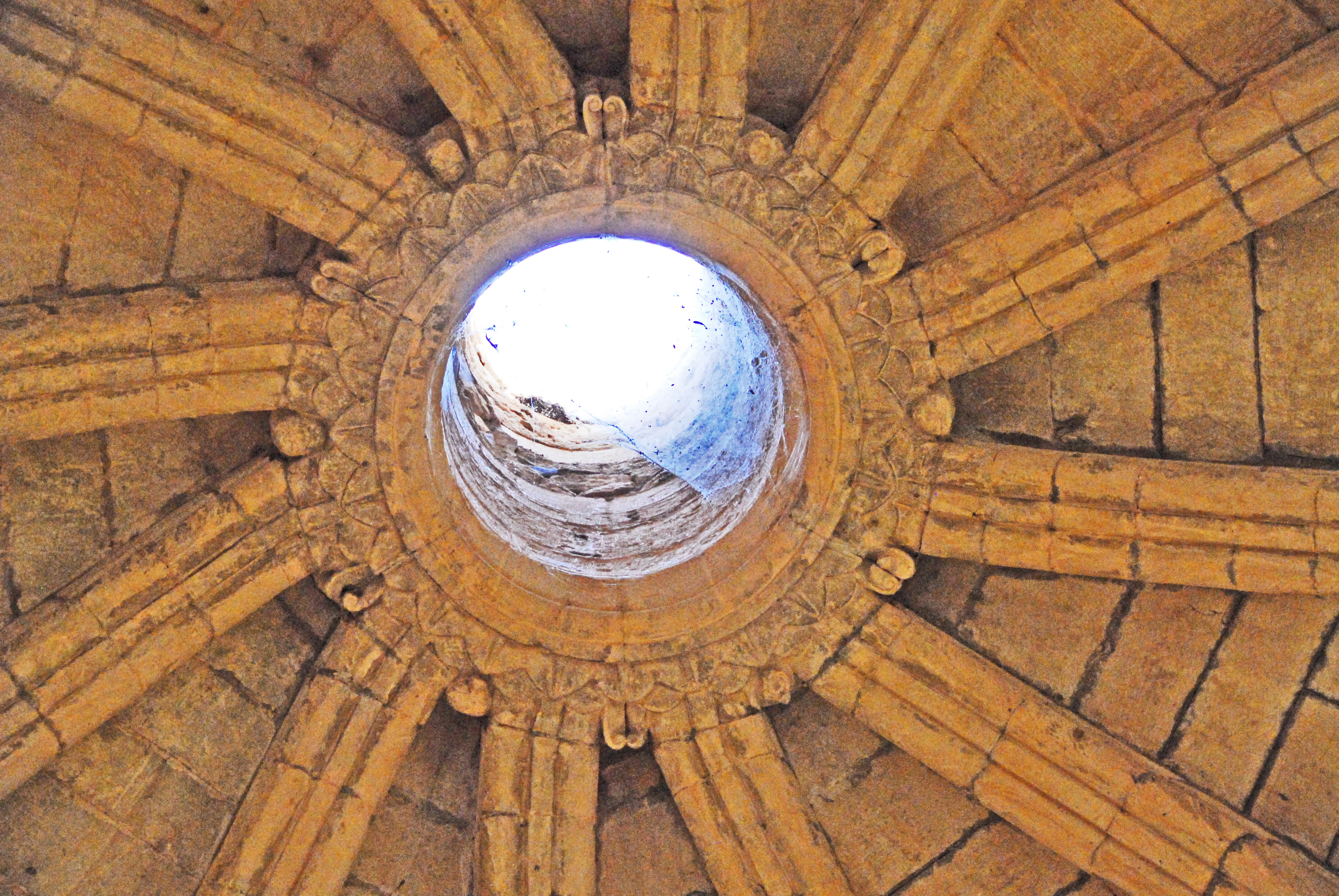
L'oculus.

## Sculpture

### Chapiteaux
Les chapiteaux des colonnettes qui séparent les niches latérales sont ornés de motifs végétaux dont certains représentent de grandes feuilles extrêmement stylisées et rehaussées de trous de trépan, de palmettes, d'incisions profondes ou de pointes de diamant.

Chapiteaux
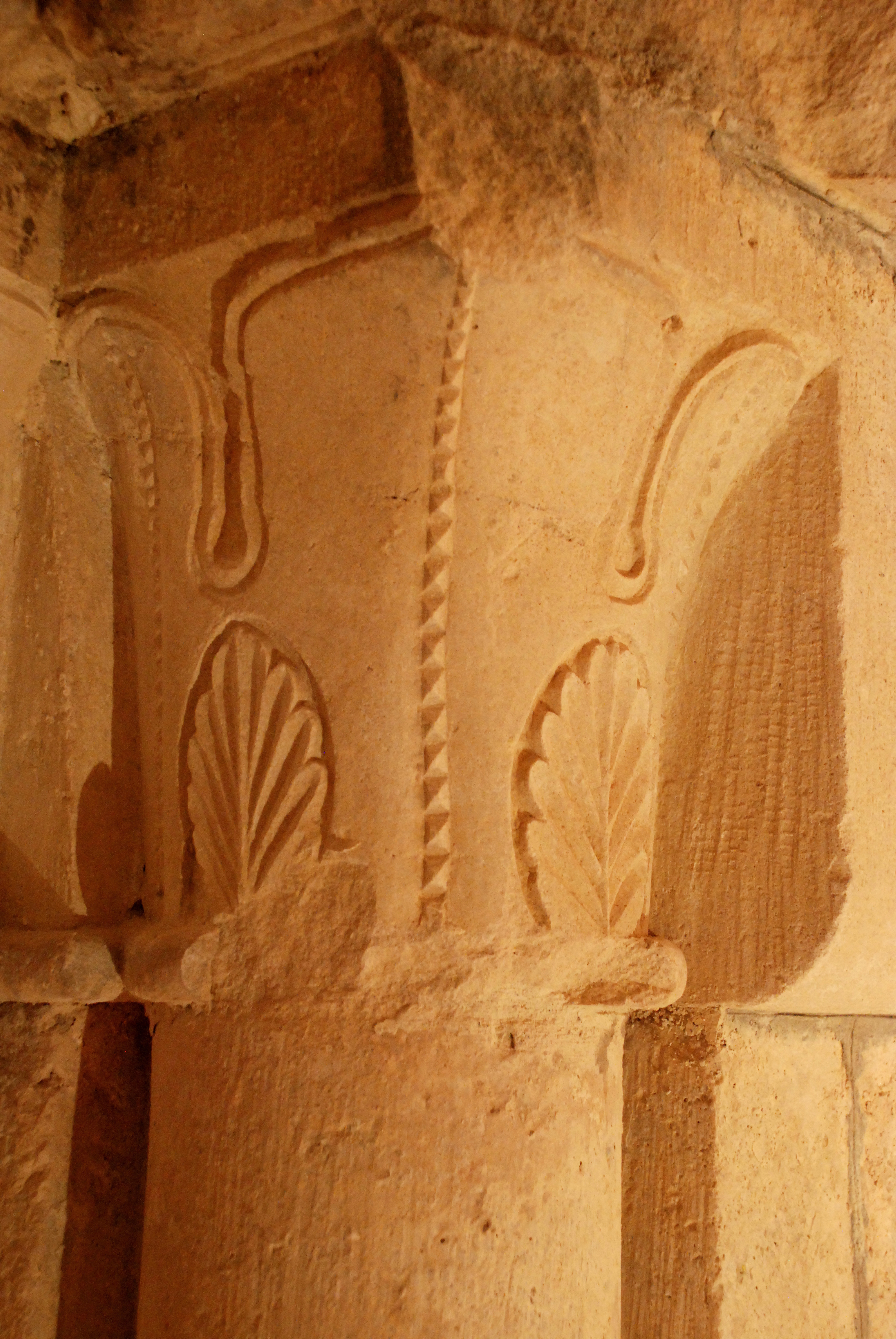
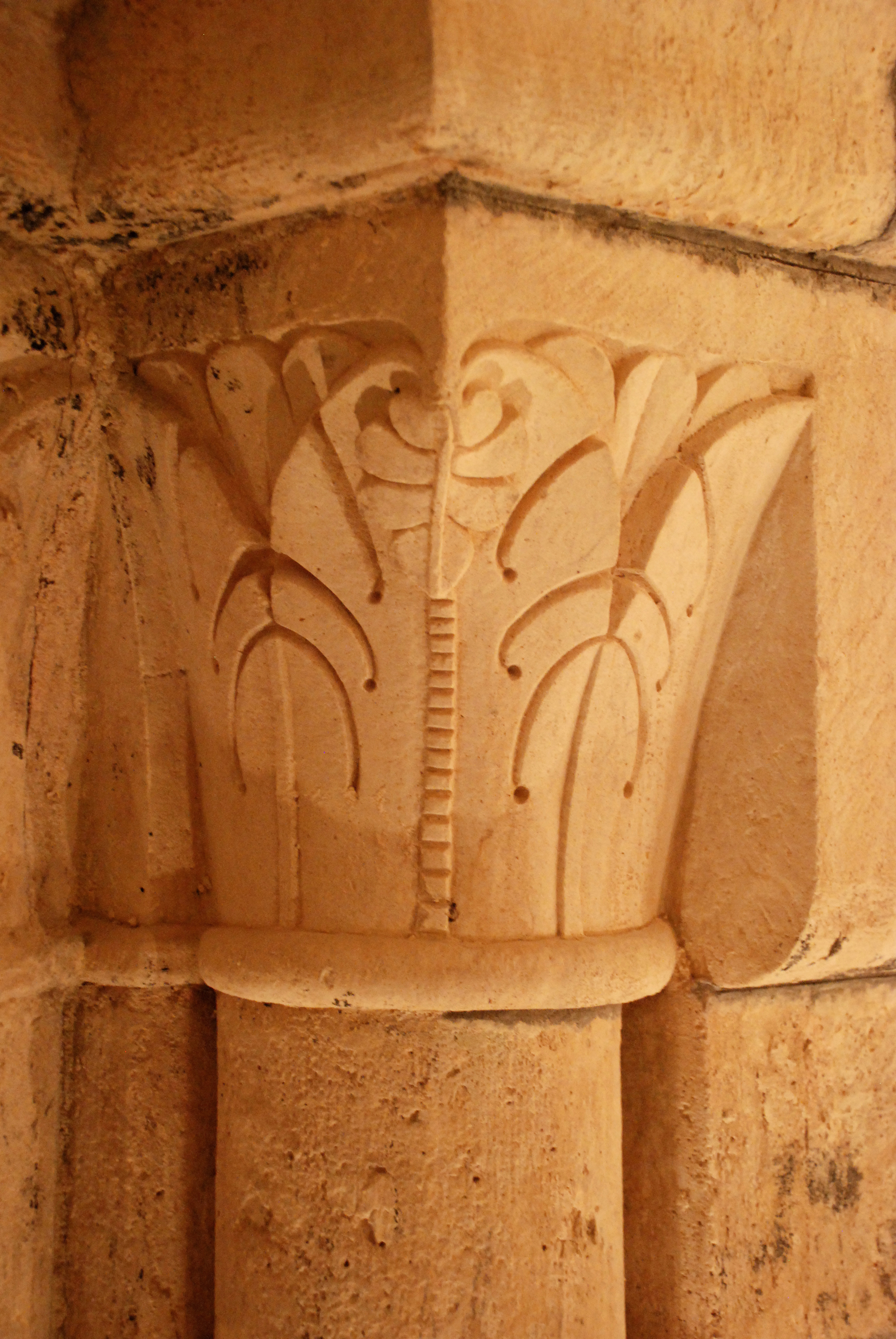
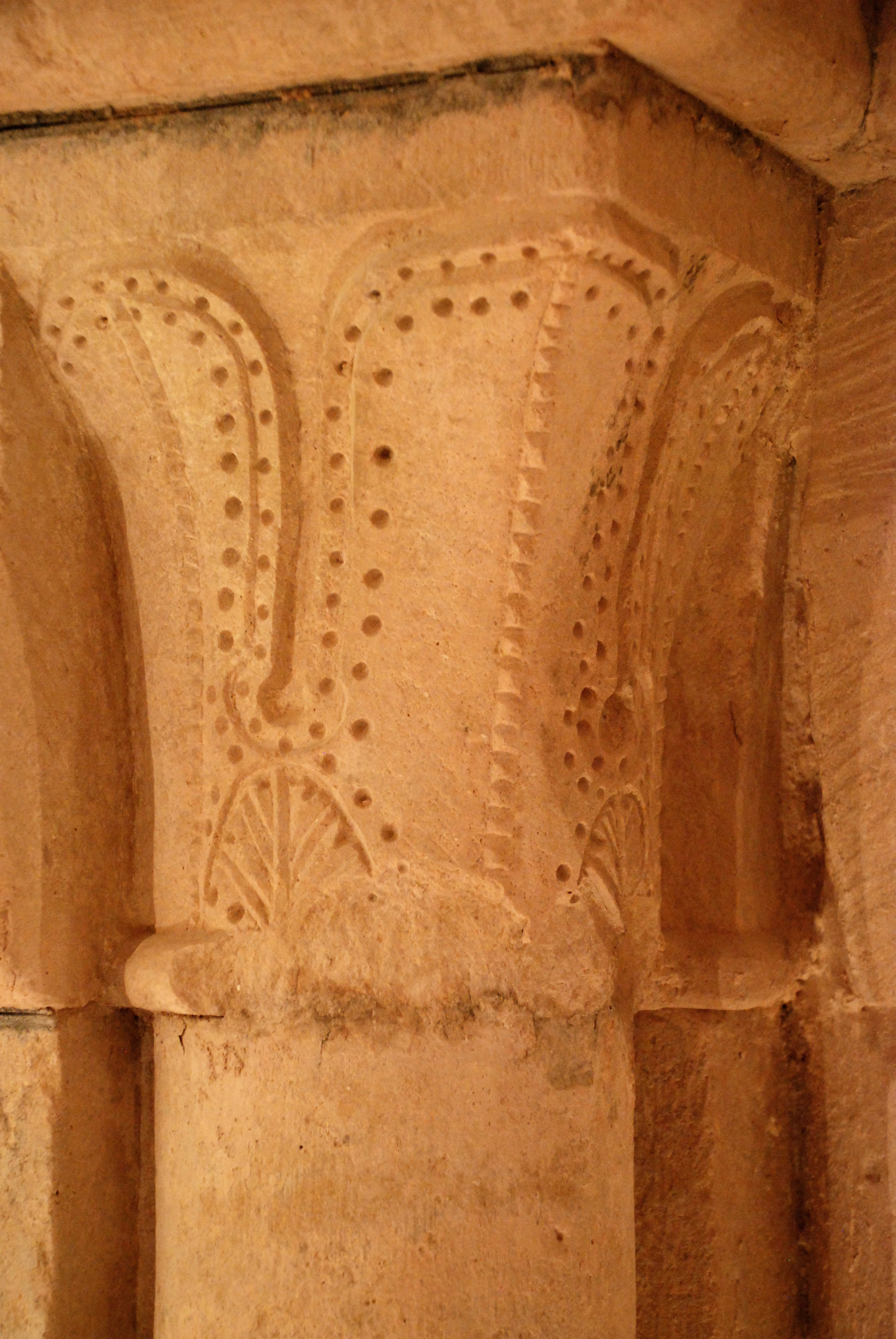
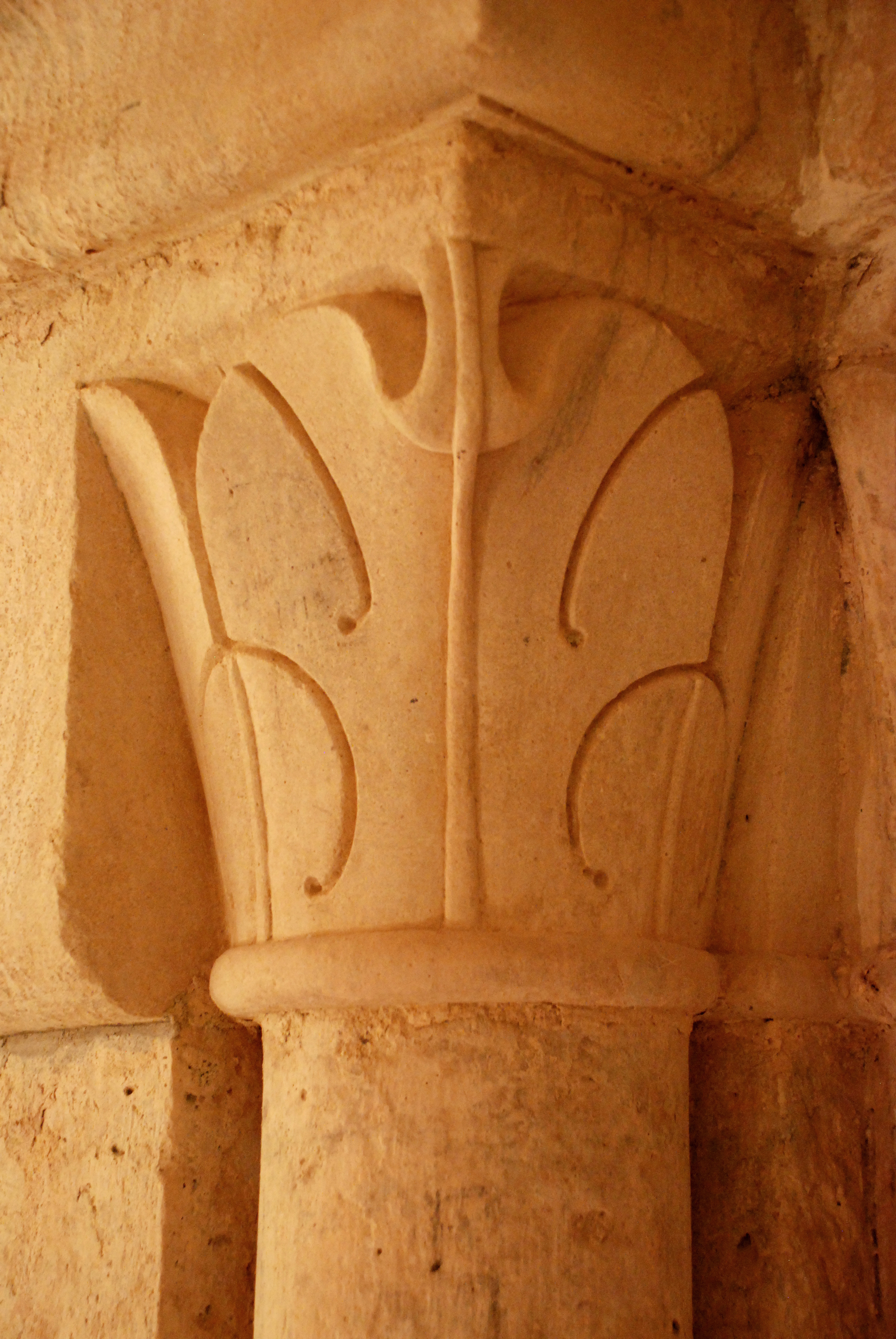

### Masques
Le chapiteau de chacune des douze colonnes fortes est surmonté d'un masque humain sur lequel prend appui une des douze nervures de pierre de la coupole. On y reconnait une tête de moine, une tête de diable barbu, une tête d'homme bâillonné, etc.

Masques
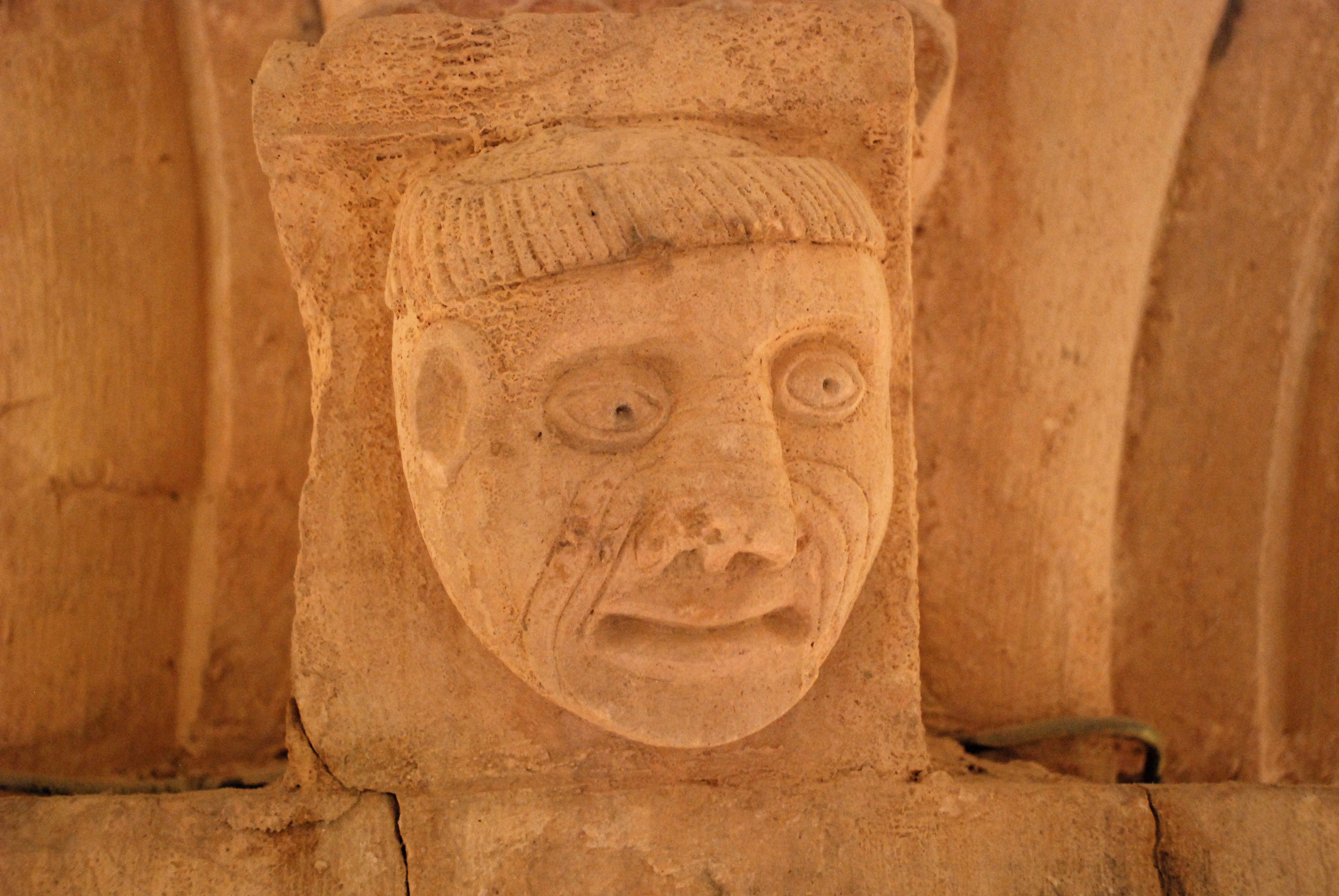
Tête de moine.
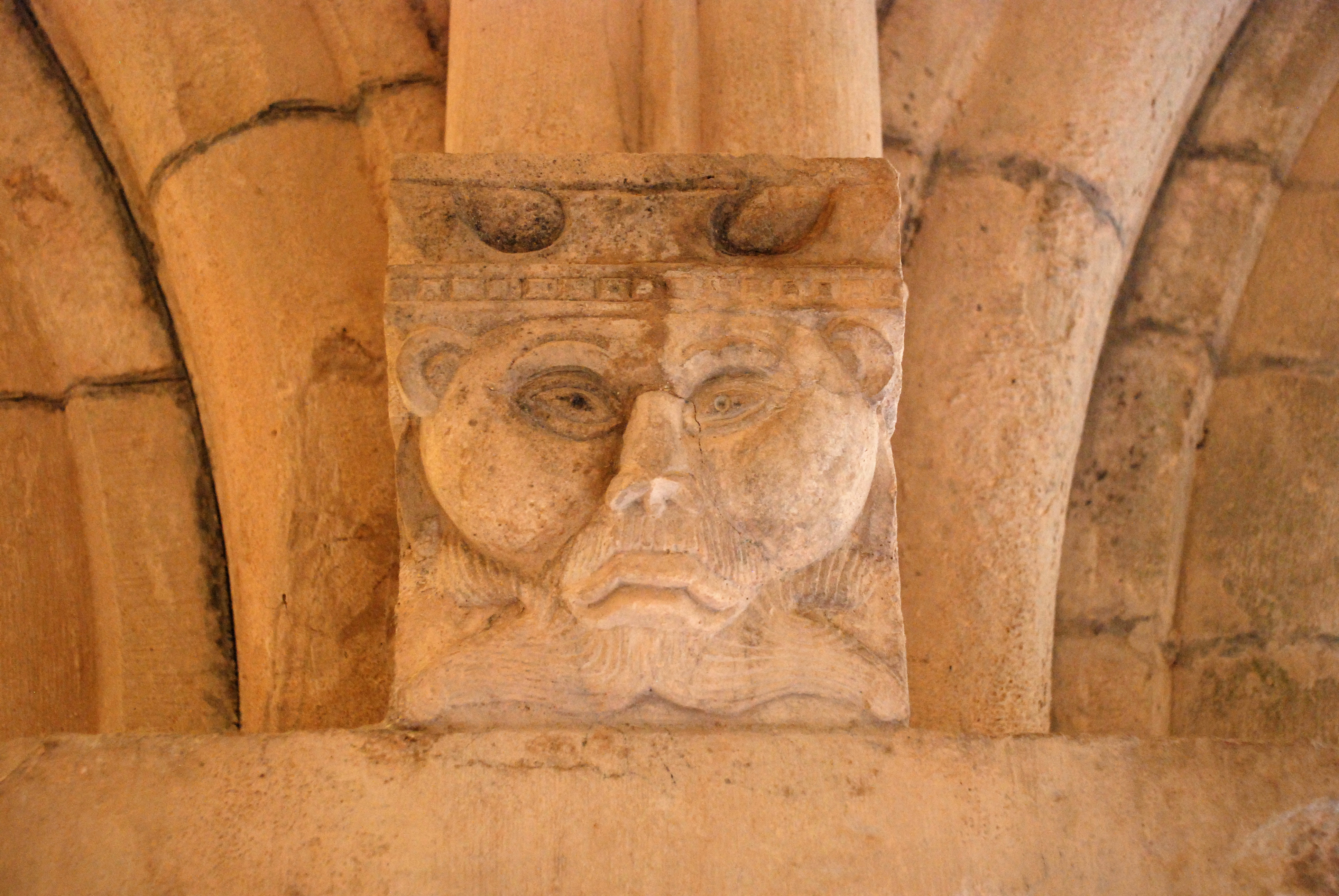
Diable barbu.
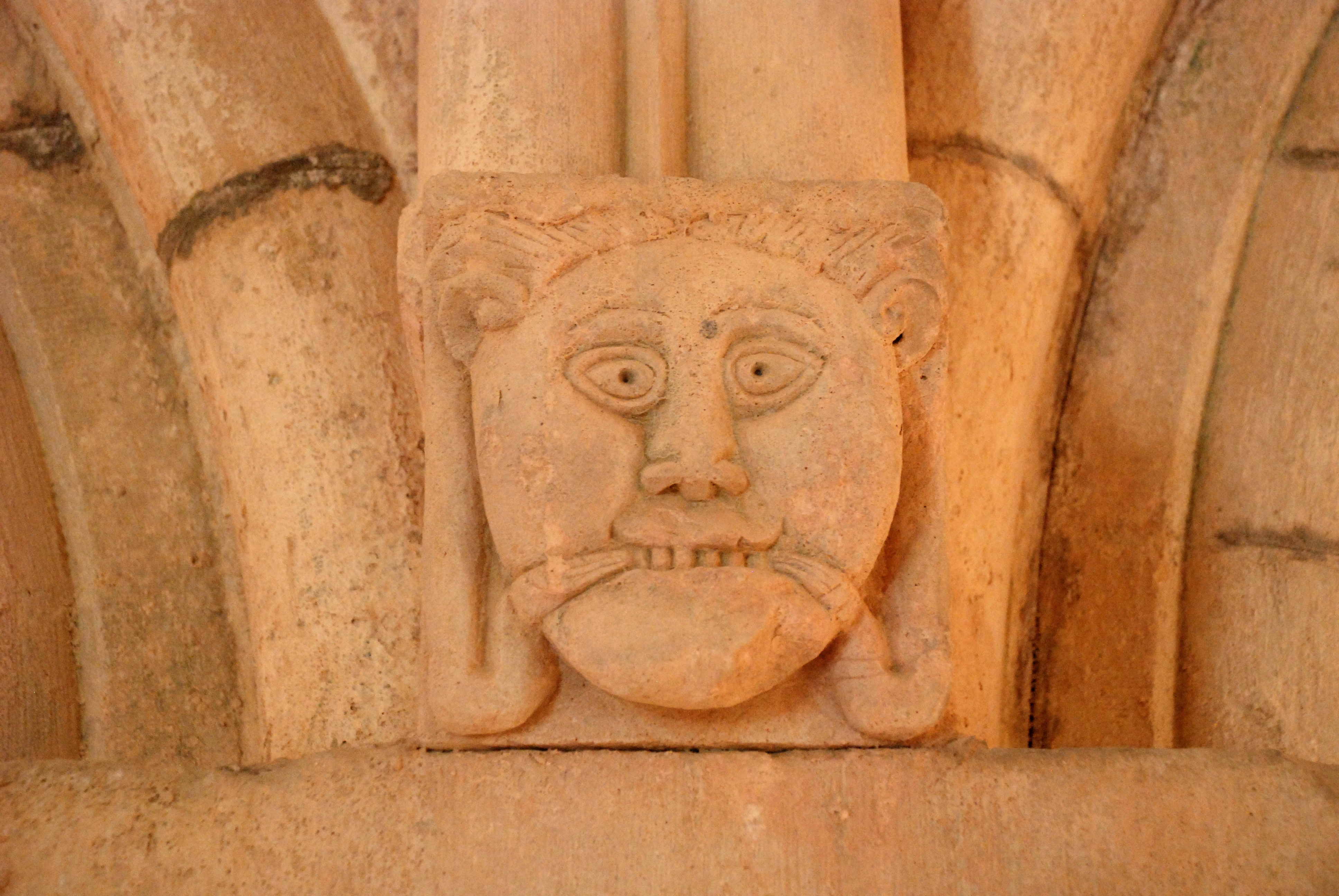
Tête d'homme bâillonné.